# Rhinotorus clypearis
Rhinotorus clypearis är en stekelart som först beskrevs av Carl Gustav Alexander Brischke 1888.  Rhinotorus clypearis ingår i släktet Rhinotorus och familjen brokparasitsteklar. Inga underarter finns listade i Catalogue of Life.